# Isabella (cràter)
Isabella és un cràter d'impacte en el planeta Venus de 175 km de diàmetre. Porta el nom d'Isabel I de Castella (1451-1504), reina de Castella, i el seu nom va ser aprovat per la Unió Astronòmica Internacional el 1994.
El cràter té dues extenses estructures de flux que s'estenen al sud i al sud-est. El final del flux del sud envolta parcialment un volcà escut circular preexistent de 40 km de diàmetre. El flux del sud-est mostra un patró complex de canals i lòbuls de flux, i se superposa a la punta sud-est per dipòsits d'un cràter d'impacte posterior de 20 km de diàmetre, el cràter Cohn.
Els fluxos extensos, únics als cràters d'impacte venus, són un tema d'estudi continu per a diversos científics planetaris. Es pensa que els fluxos poden consistir en «impacte fos», roca fosa per la intensa calor alliberada en l'explosió de l'impacte. Una hipòtesi alternativa suposa «fluxos de deixalles», que poden consistir en núvols de gasos calents i fragments de roques sòlides i foses que circulen pel paisatge durant l'esdeveniment de l'impacte. Aquest tipus de procés d'emplaçament és similar al que es produeix en les erupcions violentes de la Terra, com ara l'erupció del mont Pinatubo de 1991 a les Filipines.